# Nick Sheppard

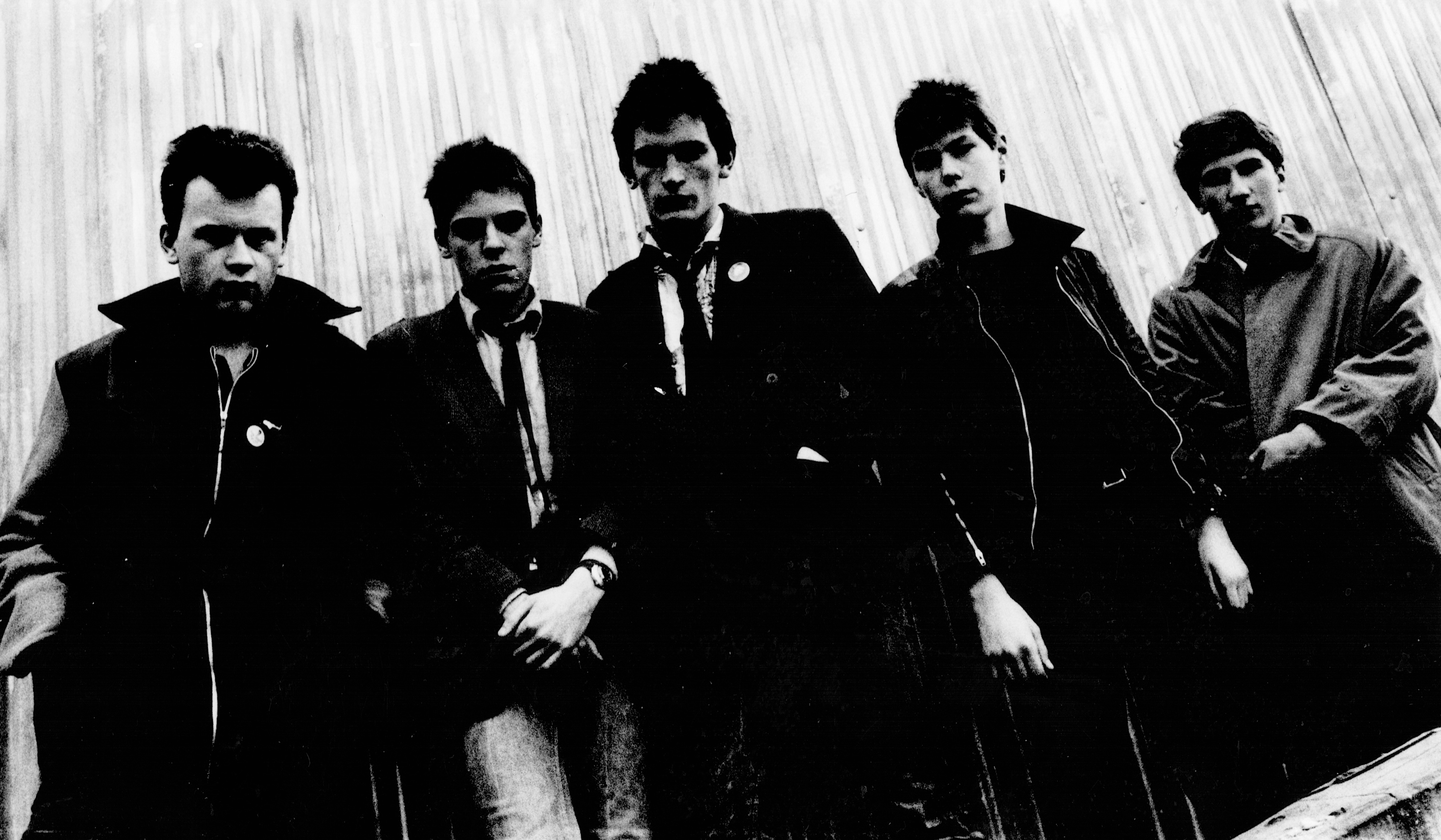
Nick Sheppard con The Cortinas en Londres (1977).

Nick Sheppard es un guitarrista británico nacido en 1960 en Bristol y conocido por su participación en The Clash durante los últimos años de la banda.

## Biografía
Sheppard comenzó a tocar en 1976 con tan solo 16 años en la banda The Cortinas, llamada así por el Ford Cortina, progresando del estilo R&B al proto-punk, asociado a bandas como The Stooges y New York Dolls, con el paso del tiempo. El grupo logró un relativo éxito convirtiéndose en la banda más importante de Bristol durante la primera ola del punk. Aun así, The Cortinas se disolvió prontamente en septiembre de 1978, dos años después de su formación.
Después de esto, Sheppard se mudó a California para regresar a Gran Bretaña en 1983 cuando, tras la expulsión de Mick Jones, se le solicitó unirse como guitarrista a The Clash junto a Vince White. Nick realizó con la banda una larga gira por los Estados Unidos y Europa durante 1984 y tocó en el último álbum, Cut the Crap, que tuvo críticas muy negativas. Cuando el sencillo "This Is England" llegó al #24 en el UK singles chart el guitarrista dijo que "recordaba estar sentado en una ciudad diferente mirando, mientras pensaba, 'no hay banda'". Como bien predijo Nick Sheppard The Clash se separó poco después.
Entre 1986 y 1989 Sheppard colaboró con Gareth Sager en la banda Head pero sus tres álbumes no tuvieron mucho impacto. Desde entonces el guitarrista tocó en Shot, Heavy Smoker y New Egyptian Kings, los tres de Australia.